# Phellinus noxius
Phellinus noxius är en svampart som först beskrevs av Corner, och fick sitt nu gällande namn av Gordon Herriot Cunningham 1965. Phellinus noxius ingår i släktet Phellinus,  och familjen Hymenochaetaceae.   Inga underarter finns listade.

## Källor

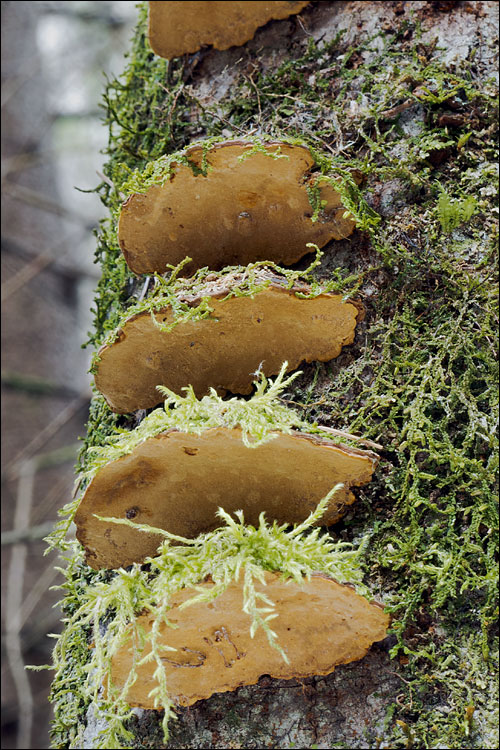
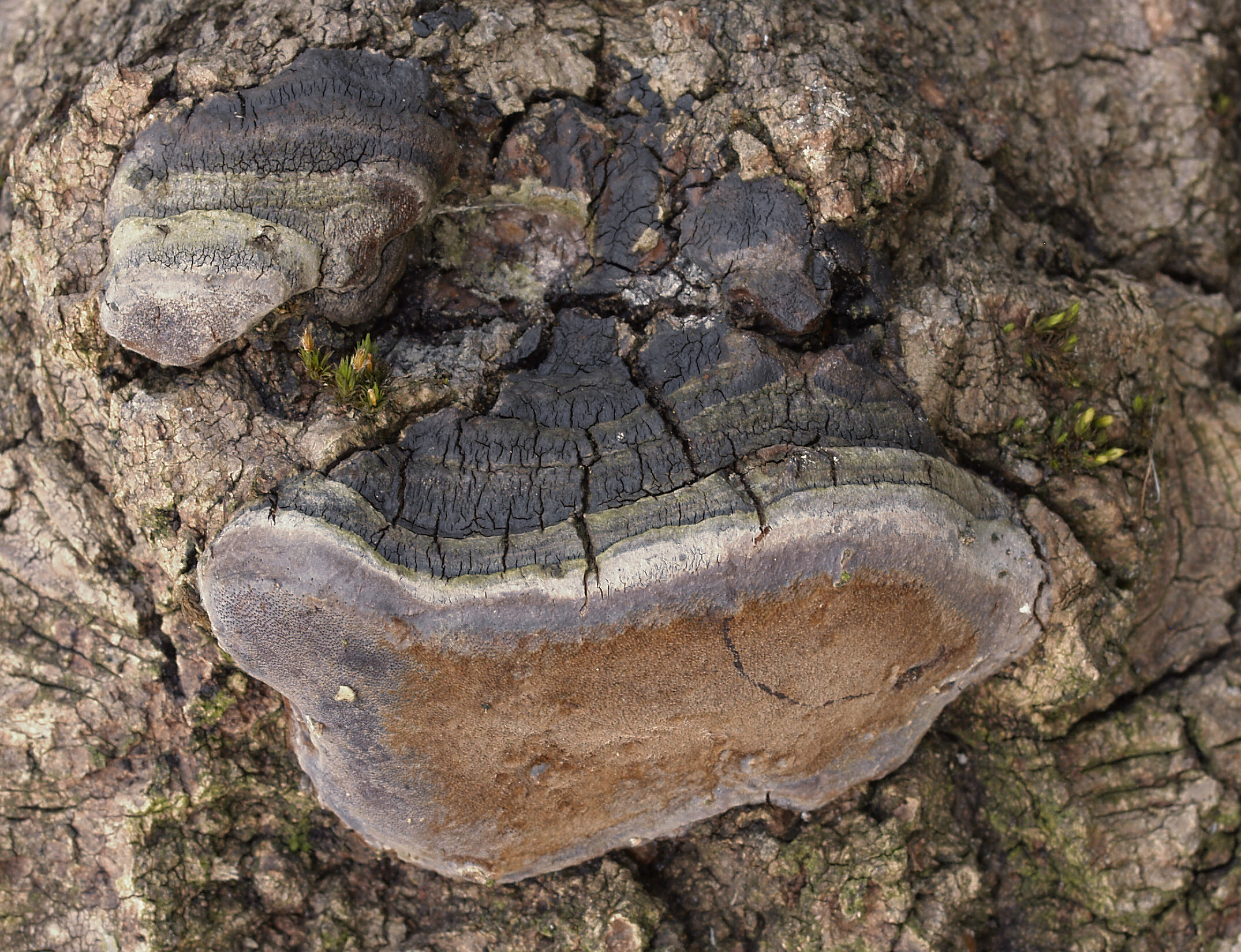
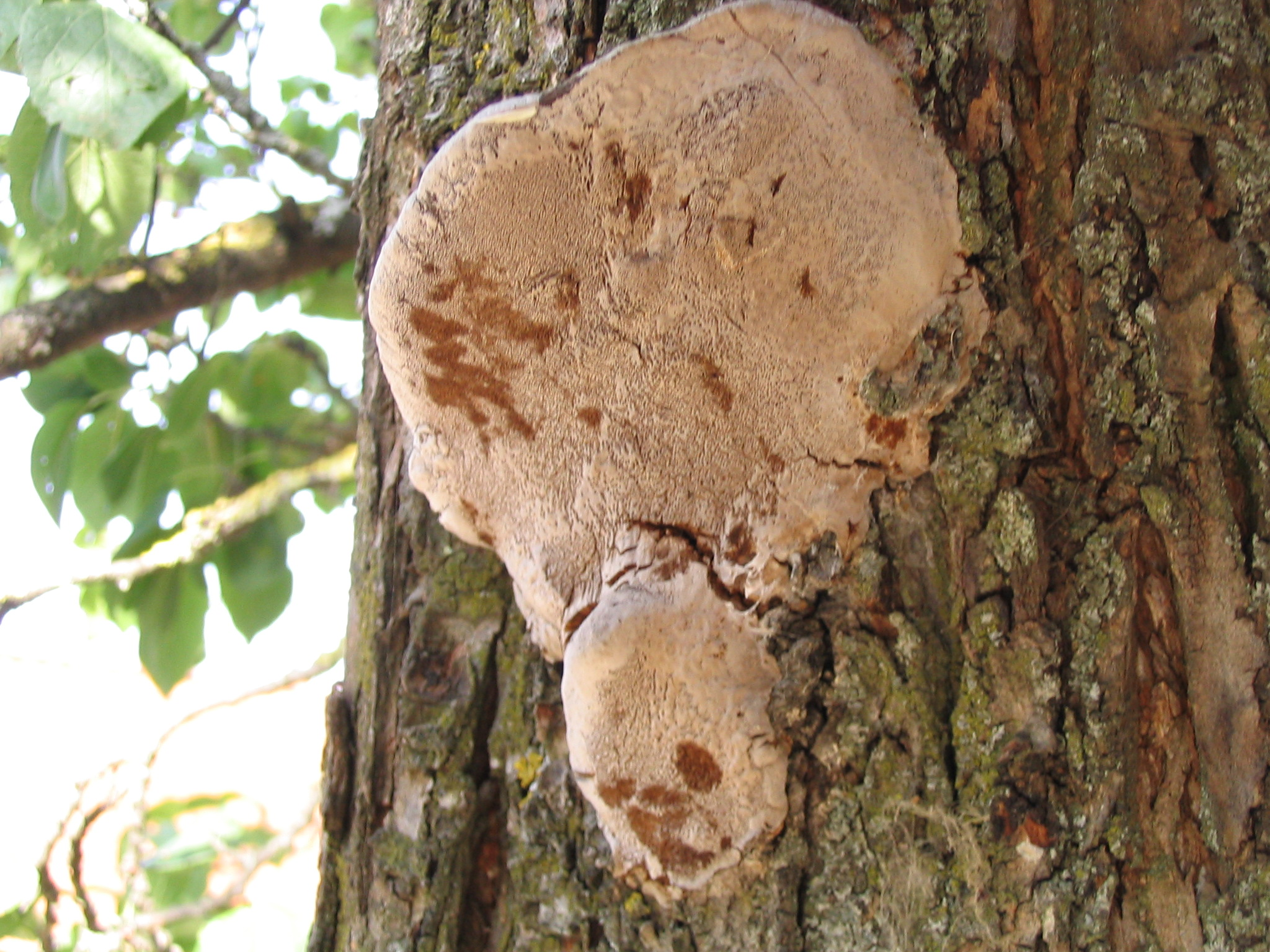